# Anthony Yigit
Anthony Yigit, född 1 september 1991 i Farsta församling i Stockholms län, är en svensk boxare. Han deltog i sommar-OS i London 2012. Han är av turkiskt, finskt och ryskt ursprung.
Yigit deltog i den svenska versionen av Elitstyrkans hemligheter 2021.